# Angelo Stiller
Angelo Stiller (født 4. april 2001) er en tysk professionel fodboldspiller, som spiller som midtbanespiller for Bundesliga-klubben VfB Stuttgart og Tysklands landshold.

## Klubkarriere

### Bayern München
Stiller begyndte sin karriere hos Bayern München, og debuterede for reserveholdet i 2019-20 sæsonen. Han debuterede for førsteholdet den 15. oktober 2020 i en DFB Pokal-kamp.

### 1899 Hoffenheim
Stiller valgte dog ikke at forlænge sin kontrakt med Bayern, og i søgen om mere spilletid skiftede han på en fri transfer til 1899 Hoffenheim i sommeren 2021.

### VfB Stuttgart
Stiller skiftede i august 2023 til VfB Stuttgart.

## Landsholdskarriere

### Ungdomslandshold
Stiller har repræsenteret Tyskland på flere ungdomsniveauer.

### Seniorlandshold
Stiller debuterede for Tysklands landshold den 7. september 2024.